# Roger Grenier
Pour les articles homonymes, voir Grenier (homonymie).
Roger Grenier, né le 19 septembre 1919 à Caen dans le Calvados et mort le 8 novembre 2017 à Paris,, est un écrivain, directeur littéraire, journaliste et homme de radio français. 
Il a été régent du Collège de ’Pataphysique.

## Biographie
Roger Grenier passe son enfance à Pau, où ses parents tiennent un magasin de lunettes, rue du Maréchal-Joffre. Il y fait des études de lettres, dont il est licencié.
Pendant la guerre, démobilisé en 1942, Roger Grenier étudie les lettres et la philosophie à Clermont-Ferrand, puis suit les cours de Gaston Bachelard à la Sorbonne, avant de participer en 1944 à la Libération de Paris. Il est ensuite engagé par Albert Camus dans l'équipe de Combat, puis à France-Soir. Journaliste, il suivra de près les procès de la Libération auxquels il consacre son premier essai en 1949 sous le titre Le Rôle d'accusé.
Scénariste pour la télévision et le cinéma, membre du comité de lecture des éditions Gallimard (conseiller puis directeur littéraire) à partir de novembre 1963, il reçoit le prix de la Société des gens de lettres (SGDL) en 1961, puis le Grand prix de littérature de l'Académie française en 1985, à chaque fois pour l'ensemble de son œuvre. Celle-ci est composée de plus d'une trentaine d'ouvrages, romans — dont deux best-sellers Le Palais d'hiver en 1965 et Ciné-roman, prix Femina en 1972 —, essais et nouvelles.
Publié internationalement (The Difficulty of Being a Dog…), il est également conférencier, parlant de littérature, de l'histoire des éditions Gallimard ou de ses amis (Albert Camus, Brassaï…). En 1971, il rédige la préface à L'Île de Sakhaline d'Anton Tchekhov pour la collection Folio. De 2007 à 2015, il publie ses souvenirs.
Marié, il a eu deux enfants.
Il est inhumé au cimetière du Père-Lachaise (division 44).

### Résistance
À l'été 1939, Roger Grenier, âgé de dix-neuf ans, réside chez sa mère à Tarbes. La mobilisation générale est freinée par le manque d'équipement et il patiente en raison de son jeune âge. Il postule finalement à Pau où on lui propose d'être répétiteur. Il le devient au lycée Montaigne de Bordeaux où il est nommé pour la rentrée 1939-1940, lycée qu'il décrit comme « plus grand lycée de France à ce moment-là »[réf. nécessaire], ayant accueilli de nombreux élèves de Paris et du nord de la France.
En avril 1940 il est finalement mobilisé, et déplacé vers Marseille, puis l'Algérie pour un an. Durant cette année, Roger Grenier participe notamment à des manœuvres de marche forcée dans le désert algérien. Enfin démobilisé en novembre 1942, il reprend ses études de lettres en Zone libre. A Clermont-Ferrand où il est étudiant, une mathématicienne l’introduit notamment à Laurent Schwartz lié à Ceux de la Résistance (CDLR), un petit réseau de résistants qui se définit comme « strictement apolitique ».
À Paris, en zone occupée, il travaille pour un office statistique de l'État français. N'étant pas mathématicien de formation, il s'agit surtout d'une couverture pour aider la résistance intérieure française militaire. Parallèlement, comme les jeunes de son âge, il constate que de nombreux civils ont été raflés, ou du moins ont quitté précipitamment leurs appartements parisiens, abandonnant sur place leurs animaux de compagnie, ne donnant aucune adresse de suivi du courrier.
À 24 ans, il assiste à la Libération de Paris, rédigeant des communications et prenant des photos avec son appareil reflex. Chaque jour il travaille dans divers lieux de commandement insurrectionnel, dont l'Hôtel de ville.
Roger Grenier rapporte dans Paris ma grand'ville qu'il est arrêté par les forces d'occupation le 19 août 1944, boulevard Saint-Germain, alors qu'il dissimulait un appareil photo. Une fois l'appareil confisqué, le peloton d'exécution est formé. Au dernier moment, une dispute en allemand se tient entre les officiers et des civils (peut-être des diplomates). Il est alors sauvé de l'exécution et relâché pour des raisons qu'il ignore, ne comprenant pas la langue allemande,.
Une fois la capitale libérée, il rejoint la presse des « petits journaux issus de la résistance » .

### Combat
Combat est le journal d'Albert Camus, qui fait de Roger Grenier, vingt-quatre ans, un membre de la rédaction. Dans un entretien, il décrit son passage dans le journal comme une aventure : « À Combat, j'entrais non dans un journal, mais dans un monde où j'allais tout apprendre. »,.
Il travaille ensuite pour France-Soir jusqu'en 1963 et enfin à partir de 1964 pour les éditions Gallimard – son éditeur depuis 1949 – dont il est membre du comité de lecture en tant que conseiller puis directeur littéraire.

## Œuvres
- On ne joue pas aux Robinsons, Radiodiffusion française, Progr. parisien, 23 septembre 1948
- Le Rôle d'accusé, essai, éditions Gallimard, 1949
- Les Monstres, roman, Gallimard, 1953
- Limelight. Les Feux de la rampe, roman d'après le scénario original de Charles Chaplin, Gallimard, 1953
- Les Embuscades, roman, Gallimard, 1958 ; rééd. Gallimard, 1980, coll. « Folio »
- La Voie romaine, roman, Gallimard, 1960
- Le Silence, nouvelles, Gallimard, 1961 ; rééd. 1984
- À Albert Camus, ses amis du livre, ouvrage collectif, préface de Roger Grenier, Gallimard, 1962
- Le Palais d'hiver, roman, Gallimard, 1965; rééd. Gallimard, 1973, coll. « Folio »
- Claude Roy, éditions Seghers, 1971
- Avant une guerre, roman, Gallimard, 1971
- Une maison place des fêtes, nouvelles, Gallimard, 1972
- Ciné-roman, Gallimard, 1972 ; rééd., Gallimard, 1973, coll. « Soleil » ; Gallimard, 1995, coll. « Folio » ; Prix Femina et adapté en téléfilm en 1978
- Le Miroir des eaux, nouvelles, Gallimard, 1975 – Prix de la nouvelle de l'Académie Française, 1975
- La Salle de rédaction, nouvelles, Gallimard, 1977
- Iscan, éditions Horay, 1978, coll. « Le Territoire de l'œil ».
- Un air de famille, récit, Gallimard, 1979
- La Follia, roman, Gallimard, 1980
- La Fêlure, de Francis Scott Fitzgerald, préface de Roger Grenier, Gallimard, 1981, coll. « Folio ».
- Album Camus : iconographie  choisie et commentée, Gallimard, 1982, coll. « Bibliothèque de la Pléiade »
- La Fiancée de Fragonard, nouvelles, Gallimard, 1982
- Œuvres complètes d'Albert Camus, deux tomes, Club de l'Honnête Homme, 1983
- Il te faudra quitter Florence, roman, Gallimard, 1985; rééd. Gallimard, 1994, coll. « Folio »
- Le Pierrot noir, roman, Gallimard, 1986; rééd. Gallimard, 1996, coll. « Folio »
- Prague: un guide pratique, Autrement, coll. « L'Europe des villes rêvées », 1987, vol. 24
- Brassaï, essai, 1987
- Albert Camus, soleil et ombre : une biographie intellectuelle, essai, 1987 ; rééd. 1991 – Prix Albert-Camus
- La Mare d'Auteuil, roman, Gallimard, 1988
- Prague, Autrement, 1988
- Rues, 1934–1988, photos de J. Dubois, éditions Nathan, 1988
- Pascal Pia ou Le droit au néant, essai, Gallimard, 1989, coll. « L'un et l'autre ».
- Roger Grenier, Jacques Lacarin (eds.), Valery Larbaud et la France, colloque, 21 novembre 1989, Clermont-Ferrand, Institut d'études du Massif central, « Publication de l'Institut d'études du Massif central », 1990
- Partita, roman, Gallimard, 1991
- Villas anglaises à Pau, photos de Anne Garde, éd. Marrimpouey, 1991
- Regardez la neige qui tombe. Impressions de Tchekhov, essai, Gallimard, 1992 ; rééd. Gallimard, 1997, coll. « Folio » – Prix Novembre
- La Marche turque, nouvelles, Gallimard, 1993
- Trois heures du matin Scott Fitzgerald, essai, Gallimard, 1994
- Quelqu'un de ce temps-là, nouvelles, Gallimard, 1997
- Les Larmes d'Ulysse, essai, Gallimard, 1998, coll. « L'un et l'autre » ; rééd. Gallimard, 2000, coll. « Folio » – Prix littéraire 30 millions d'amis, appelé Goncourt des animaux 1998.
- Le Veilleur, roman, 2000
- Roger Grenier ou le droit de se contredire, entretien avec Danielle Stéphane, La Passe du vent, 2001
- Fidèle au poste, Gallimard, 2001, coll. "L'un et l'autre"
- Schwarz-Abrys, du cloutisme au couteau, in Actes du 6e colloque des invalides: les fous littéraires - dernières nouvelles, Centre culturel canadien, Paris, 2002
- Une nouvelle pour vous, nouvelles, 2003
- Trois tortues et quelques autres, livre d'artiste, Gibraffaro, 2003
- Andrélie, traits et portraits, Mercure de France, 2005
- Le Temps des séparations, nouvelles, Gallimard, 2006
- Trois années, d'après la nouvelle d'Anton Tchekhov, théâtre, 2006, créée au Petit Montparnasse, mise en scène par Jean-Claude Idée, 2006
- Le Temps des séparations, nouvelles, Gallimard, 2006
- Venedig Venezia Venise Venice, texte du porfolio, illustrations de Rainer G. Mordmüller, Gerd Winner, et Manfred Zimmermann, Herzog August Bibliothek, 2006[11]
- Instantanés, souvenirs, Gallimard, 2007 – Prix des Éditeurs[12]
- Tchékhov - Récit d'un inconnu et autres nouvelles, préface et dossier de Roger Grenier, Gallimard, 2008, coll. « Folio »
- Les Yeux ouverts dans Paris insurgé, de Claude Roy, préface de Roger Grenier, illustration de Jean Reschofsky, Regain de lecture
- Traces, texte du porfolio Paris, impressions en blanc et noir, illustrations de Rainer G. Mordmüller, Gerd Winner, et Manfred Zimmermann, Herzog August Bibliothek, 2009[13],[14]
- Dans le secret d'une photo, souvenirs, 2010[15]
- Le Palais des livres, essais, 2011
- 5, rue Sébastien-Bottin, ill. de Georges Lemoine, Gallimard, 2011
- Brefs récits pour une longue histoire, Gallimard, 2012
- Françoise Giroud vous présente le Tout-Paris, de Françoise Giroud, réédition, préface de Roger Grenier, Gallimard, 2013
- Mélodie : chronique d'une passion, d'Akira Mizubayashi, préface de Roger Grenier, Gallimard, 2013, coll. "L'un et l'autre"
- Le Sens de ma vie : Entretien, de Romain Gary, préface de Roger Grenier, Gallimard, 2014,  (ISBN 9782070140541), rééd. Gallimard, 2016, coll. « Folio »  (ISBN 9782070466016)
- Instantanés II, mémoires, Gallimard, 2014,  (ISBN 9782070144280)
- Paris ma grand'ville, Gallimard, collection "Le Sentiment Géographique", 2015
- Trois inédits de Roger Grenier, dans La Nouvelle Revue française no 634, janvier 2019, pp. 101-110, collectif, direction Michel Crépu, Gallimard, 2018  (ISBN 9782072830839)
- Les Deux Rives, Gallimard, 2022.